# Hendrik de Cock

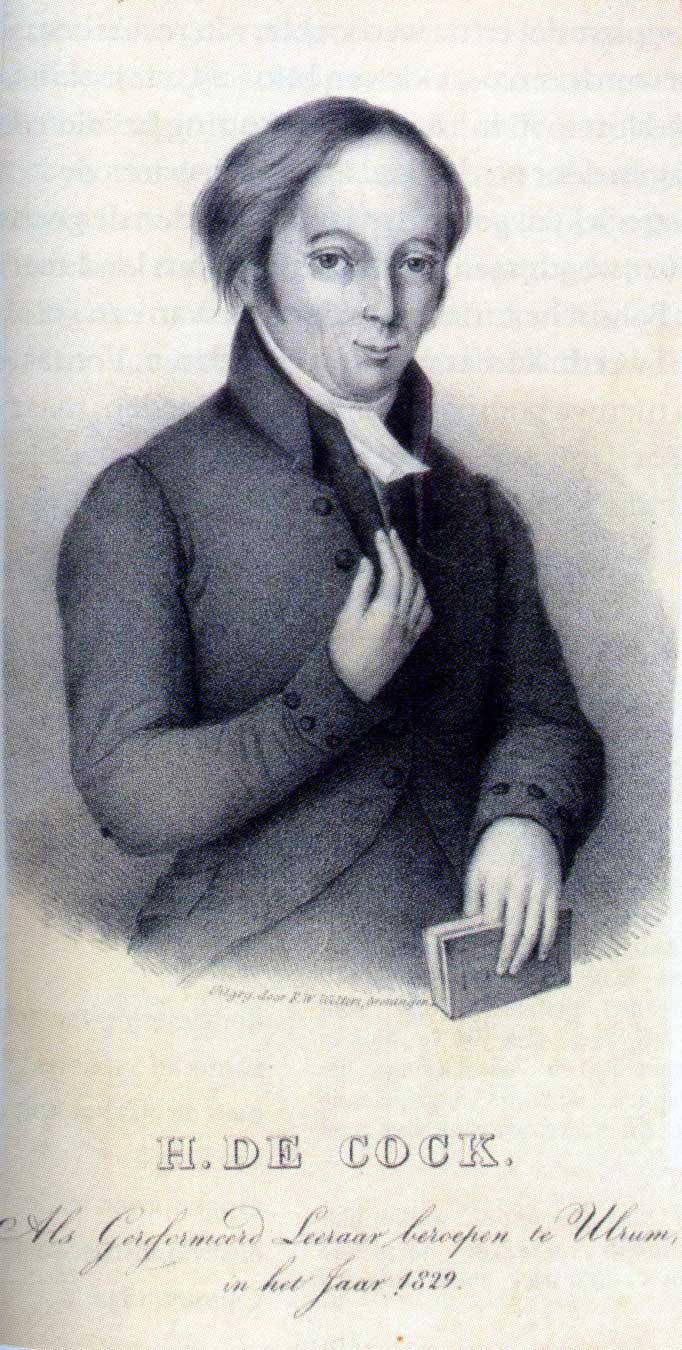
Hendrik de Cock (um 1829)

Hendrik de Cock (* 12. April 1801 in Wildervank; † 14. November 1842 in Groningen) war ein ursprünglich evangelisch-reformierter, seit 1834 evangelisch-altreformierter Pastor. Er spielte eine wesentliche Rolle bei der sogenannten „Abscheidung von 1834“, der Entstehung der Christelijke Gereformeerde Kerk als Abspaltung von der Nederlandse Hervormde Kerk. „Gereformeerd“ in den Niederlanden entspricht dem deutschen „altreformiert“, „hervormd“ dem deutschen „reformiert“.

## Leben
Hendrik de Cock war ein Sohn des Landwirts Tjaarda de Cock und seiner Gattin Jantje, geborene Kappen. Tjaarda war ein Sohn von Pastor Regnerus Tjaarda de Cock. Hendrik de Cock studierte in Groningen. Er heiratete 1824 Frouwe Helenius Venema (1803–1889). Aus der Ehe wurden sieben Kinder geboren. Der älteste Sohn wurden ebenfalls Pastor und 1854 einer der vier Dozenten an der in dem Jahr gegründeten Theologischen Schule in Kampen.
Hendrik de Cock wurde 1824 hervormder Pastor in Eppenhuizen, 1827 in Noordlaren und 1829 in Ulrum. Ende 1833 wurde er wegen seiner ersten Broschüre, in der er „die Irrtümer und Abweichungen von der reformierten Lehre“ (vgl. De Haas) darlegte, seines Amtes enthoben und am 29. Mai 1834 vollständig abgesetzt. Er trennte sich mit seiner Gemeinde am 13. Oktober 1834 von der bestehenden Kirche (Abscheidungsurkunde unter Weblinks). Vom 28. November 1834 bis zum 24. Februar 1835 kam er wegen dieses „Aufruhrs“ ins Gefängnis. De Cocks Anhängerschar wuchs bis Ostfriesland und in die Grafschaft Bentheim. Er wurde zum Führer der in Ostfriesland und der Grafschaft nach ihm benannten „kokschen“ Abscheidungsbewegung, die 1838 in Uelsen und 1840 in Bentheim zu einer Gemeindebildung von Altreformierten führte. Neben de Cock gab es noch vier weitere Pastoren, die aus der reformierten Kirche austraten: H. P. Scholte in der Provinz Nordbrabant, Anthony Brummelkamp aus Hattem bei Zwolle, 1835 Simon van Velzen in Drogeham in der Provinz Friesland und 1839 T. F. de Haan ebenfalls in der Provinz Friesland. Der Kandidat Albertus van Raalte wurde gar nicht erst zum Predigtamt in der hervormden Kirche zugelassen.
Van Raalte und Scholte wanderten beide 1847 mit vielen ihrer Anhänger in die USA aus. Viele Altreformierte aus der nördlichen Grafschaft Bentheim schlossen sich dem Auswanderungszug an. Die ersten Ältesten der altreformierten Gemeinde Uelsen wurden am 1. Januar 1838 in Itterbeck nahe der niederländischen Grenze von dem abgeschiedenen Pastoren Albertus van Raalte aus Genemuiden und Mastenbroek in ihr Amt eingeführt. Dieser wanderte 1847 in die USA aus und gründete dort im Bundesstaat Michigan die Stadt Holland. Viele Niedergrafschafter Altreformierte folgten ihm.
Die ersten Ältesten der heutigen altreformierten Gemeinde Bad Bentheim wurden am 7. Mai 1840 von Hendrik de Cock beim Landwirt Sandfort in Waldseite bei Gildehaus in ihr Amt eingeführt. Eine neue Gemeinde gilt mit der Einsetzung von Ältesten (und Diakonen) als gegründet. Wenige Tage vorher, am 28. April 1840, hatte de Cock im Hause Sandfort ein Kind mit Namen Dirk Sandfort getauft.
Der spätere Pastor dieser Bentheimer Gemeinde, Jan Berend Sundag (1810–1893) aus Samern, gehörte zu den ersten, die 1839 und 1840 bei Hendrik de Cock in Groningen Theologie studierten. Vom April 1839 bis zu seinem Tod November 1842 waren 27 seiner Studenten schon als Pastoren eingesetzt worden, weitere 35 waren „bei ihm in der Lehre“.
Am 9. Mai 1840 taufte Hendrik de Cock in Itterbeck die bis dahin ungetauft gebliebenen sechs Kinder der Gemeinde, die von März 1838 bis März 1840 geboren waren, in einem Schafstall in Itterbeck. Von, über und gegen de Cock erschienen allein in 1833 und 1834 über 25 Broschüren. Weitere 15 folgten 1835 bis 1838. Bis in unsere Zeit erscheint in den Niederlanden immer neue Literatur über ihn und seine Abscheidung. Für den deutschsprachigen Bereich findet sich über ihn vielfach etwas in der Literatur über die evangelisch-altreformiert Kirche in Niedersachsen. Die älteste deutsche Darstellung, Die Unruhen in der Niederländisch-Reformirten Kirche während der Jahre 1833 bis 1839, aus der Feder von J. C. L. Gieseler stammt bereits aus dem Jahr 1840.
Hendrik de Cock predigte 1837/38 wohl auch in Wolthusen vor den Toren Emdens und vermutlich ebenfalls in Veenhusen bei Leer. Das Amt Emden berichtete dem Konsistorium in Aurich am 22. April 1843, dass man die Teilnehmer bestimmter Versammlungen Kocsianer nannte. In Ostfriesland wurden schließlich fünf altreformierte Gemeinden gegründet: Campen 1854, Emden 1856, Bunde 1858, Ihrhove 1860 und Neermoor 1861.
In den Niederlanden vereinigte sich die 1834 von de Cock gegründete „Christelijke Gereformeerde Kerk“ 1892 mit einer erneuten Bewegung, der sogenannten Doleantie, die seit 1886 aus der hervormden Kerk austrat. Ihr bekannter Führer war der spätere niederländische Ministerpräsident und der Gründer der Freien Universität von Amsterdam, Abraham Kuyper. Die 1892 entstandene neue Gemeinschaft nannte sich „Gereformeerde Kerken in Nederland“. Sie zählte etwa 750.000 Gemeindeglieder; 2004 kam es als Abschluss des sogenannten „Samen op weg (Gemeinsam auf dem Weg)“-Prozesses zur Wiedervereinigung mit der Niederländisch-reformierten Kirche zur Protestantischen Kirche in den Niederlanden.

## Werke
39 Broschüren und Schriften von Hendrik de Cock wurden 1984 neu in zwei Sammelbänden herausgegeben:
- D. Deddens und andere: Hendrik de Cock, Verzamelde Geschriften, voorzien van inleidingen en aantekeningen, Houten 1984 und 1986, zwei Bände.